# Mortagne-au-Perche (quận)
Quận Mortagne-au-Perche là một quận của Pháp, nằm ở tỉnh Orne, ở vùng Normandie. Quận này có 12 tổng và 146 xã.

## Các đơn vị hành chính

### Các tổng
Các tổng của quận Mortagne-au-Perche là: 
1. L'Aigle-Est
2. L'Aigle-Ouest
3. Bazoches-sur-Hoëne
4. Bellême
5. Longny-au-Perche
6. Mortagne-au-Perche
7. Moulins-la-Marche
8. Nocé
9. Pervenchères
10. Rémalard
11. Le Theil
12. Tourouvre

### Các xã
Các xã của quận Mortagne-au-Perche, và mã INSEE là: 
| 1. Appenai-sous-Bellême (61005)        | 2. Aube (61008)                            | 3. Auguaise (61012)                        | 4. Autheuil (61016)                      |
| 5. Barville (61026)                    | 6. Bazoches-sur-Hoëne (61029)              | 7. Beaufai (61032)                         | 8. Beaulieu (61034)                      |
| 9. Bellavilliers (61037)               | 10. Bellou-le-Trichard (61041)             | 11. Bellou-sur-Huisne (61042)              | 12. Bellême (61038)                      |
| 13. Berd'huis (61043)                  | 14. Bivilliers (61045)                     | 15. Bizou (61046)                          | 16. Boissy-Maugis (61050)                |
| 17. Bonnefoi (61052)                   | 18. Bonsmoulins (61053)                    | 19. Boëcé (61048)                          | 20. Bresolettes (61059)                  |
| 21. Brethel (61060)                    | 22. Bretoncelles (61061)                   | 23. Bubertré (61065)                       | 24. Buré (61066)                         |
| 25. Ceton (61079)                      | 26. Champeaux-sur-Sarthe (61087)           | 27. Champs (61090)                         | 28. Chandai (61092)                      |
| 29. Chemilli (61105)                   | 30. Colonard-Corubert (61112)              | 31. Comblot (61113)                        | 32. Condeau (61115)                      |
| 33. Condé-sur-Huisne (61116)           | 34. Corbon (61118)                         | 35. Coulimer (61121)                       | 36. Coulonges-les-Sablons (61125)        |
| 37. Courcerault (61128)                | 38. Courgeon (61129)                       | 39. Courgeoût (61130)                      | 40. Crulai (61140)                       |
| 41. Dame-Marie (61142)                 | 42. Dancé (61144)                          | 43. Dorceau (61147)                        | 44. Eperrais (61154)                     |
| 45. Fay (61159)                        | 46. Feings (61160)                         | 47. Gémages (61185)                        | 48. Igé (61207)                          |
| 49. Irai (61208)                       | 50. L'Aigle (61214)                        | 51. L'Hermitière (61204)                   | 52. L'Hôme-Chamondot (61206)             |
| 53. La Chapelle-Montligeon (61097)     | 54. La Chapelle-Souëf (61099)              | 55. La Chapelle-Viel (61100)               | 56. La Ferrière-au-Doyen (61162)         |
| 57. La Lande-sur-Eure (61220)          | 58. La Madeleine-Bouvet (61241)            | 59. La Mesnière (61277)                    | 60. La Perrière (61325)                  |
| 61. La Poterie-au-Perche (61335)       | 62. La Rouge (61356)                       | 63. La Ventrouze (61500)                   | 64. Le Gué-de-la-Chaîne (61196)          |
| 65. Le Mage (61242)                    | 66. Le Ménil-Bérard (61259)                | 67. Le Pas-Saint-l'Homer (61323)           | 68. Le Pin-la-Garenne (61329)            |
| 69. Le Theil (61484)                   | 70. Les Aspres (61422)                     | 71. Les Genettes (61187)                   | 72. Les Menus (61274)                    |
| 73. Lignerolles (61226)                | 74. Loisail (61229)                        | 75. Longny-au-Perche (61230)               | 76. Mahéru (61244)                       |
| 77. Maison-Maugis (61245)              | 78. Malétable (61247)                      | 79. Marchainville (61250)                  | 80. Mauves-sur-Huisne (61255)            |
| 81. Monceaux-au-Perche (61280)         | 82. Montgaudry (61286)                     | 83. Mortagne-au-Perche (61293)             | 84. Moulicent (61296)                    |
| 85. Moulins-la-Marche (61297)          | 86. Moussonvilliers (61299)                | 87. Moutiers-au-Perche (61300)             | 88. Mâle (61246)                         |
| 89. Neuilly-sur-Eure (61305)           | 90. Nocé (61309)                           | 91. Normandel (61311)                      | 92. Origny-le-Butin (61318)              |
| 93. Origny-le-Roux (61319)             | 94. Parfondeval (61322)                    | 95. Pervenchères (61327)                   | 96. Pouvrai (61336)                      |
| 97. Préaux-du-Perche (61337)           | 98. Prépotin (61338)                       | 99. Rai (61342)                            | 100. Randonnai (61343)                   |
| 101. Rémalard (61345)                  | 102. Réveillon (61348)                     | 103. Saint-Agnan-sur-Erre (61359)          | 104. Saint-Aquilin-de-Corbion (61363)    |
| 105. Saint-Aubin-de-Courteraie (61367) | 106. Saint-Aubin-des-Grois (61368)         | 107. Saint-Cyr-la-Rosière (61379)          | 108. Saint-Denis-sur-Huisne (61381)      |
| 109. Saint-Fulgent-des-Ormes (61388)   | 110. Saint-Germain-de-Martigny (61396)     | 111. Saint-Germain-de-la-Coudre (61394)    | 112. Saint-Germain-des-Grois (61395)     |
| 113. Saint-Hilaire-le-Châtel (61404)   | 114. Saint-Hilaire-sur-Erre (61405)        | 115. Saint-Hilaire-sur-Risle (61406)       | 116. Saint-Jean-de-la-Forêt (61409)      |
| 117. Saint-Jouin-de-Blavou (61411)     | 118. Saint-Julien-sur-Sarthe (61412)       | 119. Saint-Langis-lès-Mortagne (61414)     | 120. Saint-Mard-de-Réno (61418)          |
| 121. Saint-Martin-d'Écublei (61423)    | 122. Saint-Martin-des-Pézerits (61425)     | 123. Saint-Martin-du-Vieux-Bellême (61426) | 124. Saint-Maurice-lès-Charencey (61429) |
| 125. Saint-Maurice-sur-Huisne (61430)  | 126. Saint-Michel-Tubœuf (61432)           | 127. Saint-Ouen-de-Sécherouvre (61438)     | 128. Saint-Ouen-de-la-Cour (61437)       |
| 129. Saint-Ouen-sur-Iton (61440)       | 130. Saint-Pierre-des-Loges (61446)        | 131. Saint-Pierre-la-Bruyère (61448)       | 132. Saint-Quentin-de-Blavou (61450)     |
| 133. Saint-Sulpice-sur-Risle (61456)   | 134. Saint-Symphorien-des-Bruyères (61457) | 135. Saint-Victor-de-Réno (61458)          | 136. Sainte-Céronne-lès-Mortagne (61373) |
| 137. Soligny-la-Trappe (61475)         | 138. Suré (61476)                          | 139. Sérigny (61471)                       | 140. Tourouvre (61491)                   |
| 141. Vaunoise (61498)                  | 142. Verrières (61501)                     | 143. Vidai (61502)                         | 144. Villiers-sous-Mortagne (61507)      |
| 145. Vitrai-sous-Laigle (61510)        | 146. Écorcei (61151)                       |                                            |                                          |